# 론 유언
론 유안(영어: Ron Yuan, 중국어: 袁文忠 위안원중[*], 1973년 2월 20일 ~ )은 미국의 배우, 성우이다.
뉴욕에서 태어났다.

## 출연 작품
- 쿵후 타이거 (2020년)
- 스텝업6: 이어 오브 더 댄스 (2019년)
- 카디널 X (2017, MDMA)
- 어카운턴트 (2016년) - 팬칵 실랏 마스터 역
- 몰:데이투킬 (2014년)
- 레드 던 (2012년)
- 네이키드 걸 (2012년) - 사이먼 역
- 갓마더 (2010년)
- 블러드 앤 본 (2009년)
- 지.아이.조 - 전쟁의 서막 (2009년)
- 분노의 질주: 더 오리지널 (2009년) - 데이빗 파크 역
- 아메리칸 크루드 (2008년)
- 쉐기 독 (2006년)
- 언두잉 (2006년)
- 포비든 워리어 (2004년)
- 엘라 인챈티드 (2004년)
- 타임캅 2 (2003년)
- 크레이들 투 그레이브 (2003년) - 레저 테크 역
- 퓨전 쿵푸 (2002년)
- 블라인드 킬러 (2001년)
- 사랑은 언제나 좋아 (2001년)
- 아트 오브 워 (2000년)
- 케이 나인 2 (1999년)
- 파킨 다 펑크 (1997년)
- 드라이브 (1997년) - 레이저 스카드 역
- 제이드 (1995년)
- 데들리 타겟 (1994년)
- 스트리트 크라임스 (1992년)

### 텔레비전
- CSI: 뉴욕 (2005)
- 프리즌 브레이크 (2008)
- 골든 보이 (2013)
- 썬즈 오브 아나키 (2014)
- 저스티파이드 (2014)
- 선 브라더스 (2024)